# Eddie Palubinskas
Edward Sebastian „Eddie” Palubinskas (ur. 17 września 1950 w Canberze) – australijski koszykarz, olimpijczyk.
Reprezentował Australię na Letnich Igrzyskach Olimpijskich 1972, które odbyły się w Monachium, zajmując 9. miejsce. Po raz drugi reprezentował kraj na Letnich Igrzyskach Olimpijskich 1976 w Montrealu, gdzie zajął 8. miejsce.